# 시로네코 산보
시로네코 산보 (白猫参謀, 생년월일 불명 ~ )는 일본의 원화가, 일러스트레이터。
2004년까지는 모가미 센도(最神扇道)나 쿠로히메도(黒姫堂)라는 펜네임을 사용하고 있었다. 소속은 프리이지만, 2007년 기준으로, 미나토소프트(원 캔디소프트 소속)인 다카히로와 콤비를 짜는 일이 많다.
〈모가미센도〉는 사전을 봐서 랜덤으로 정한 이름이었지만, 지나치게 〈모가미(最神)〉를 〈모가미(最上)〉로 오해당해서, 개명했다.
여교사를 아주 좋아한다. 누님과 츤데레도 좋아한다. 양키를 그리는 걸 잘한다. 고양이를 좋아한다. 시대극도 좋아한다.
아네시요 소설에서의 자화상은 울트라 세븐의 실루엣과 빼닮았다.
시오카제 방송국 ~미나토 라디오!에 한 리스너로서 메일을 투고한 적이 있다.
월간만화잡지, 콤프에이스 2007년 12월호(2007년 10월 26일 발매)에서, 〈네가 주인이고 집사가 나〉의 만화연재를 코 하마오와 공저(共著)로 연재중. 또한, 코는 네임 담당이며, 실제 작화는 전부 시로네코의 손으로 행해지고 있다.

## 작품 리스트

### 게임
- 쿠로히메도 명의
  - 능욕 게릴라 사냥 (Liquid)
- 모가미 센도 명의
  - 성 코스프레 학원 게임 분교 (스톤 헤즈)
  - 하치가이케 기탄 (PASSGUARD)
  - DEVOTE2 ~좋지 않은 방과후~ (13cm)
  - 능욕 게릴라 조교 (Liquid)
  - 누나, 확실히 하자! (캔디소프트)
  - 누나, 확실히 하자! 2 (캔디소프트)
- 시로네코 산보 명의
  - 츠요키스 (캔디소프트)
  - 네가 주인이고 집사가 나 (미나토소프트)

### 만화
- 네가 주인이고 집사가 나 (원작 : 미나토소프트 / 그림 : 시로네코 산보, 코 하마오)

## 같이 보기
- 타카히로